# Trofeo Laigueglia 1981
Il Trofeo Laigueglia 1981, diciottesima edizione della corsa, si svolse il 24 febbraio 1981, su un percorso di 163 km. La vittoria fu appannaggio dell'italiano Giuseppe Saronni, che completò il percorso in 4h11'00", precedendo il connazionale Pierino Gavazzi e il belga Roger De Vlaeminck.
I corridori che presero il via da Laigueglia furono 121, mentre coloro che portarono a termine il percorso sul medesimo traguardo furono 67.

## Ordine d'arrivo (Top 10)
| Pos. | Corridore          | Squadra               | Tempo    |
| ---- | ------------------ | --------------------- | -------- |
| 1    | Giuseppe Saronni   | Gis Gelati-Campagnolo | 4h11'00" |
| 2    | Pierino Gavazzi    | Magniflex-Olmo        | s.t.     |
| 3    | Roger De Vlaeminck | DAF Trucks-TeVe Blad  | s.t.     |
| 4    | Silvano Contini    | Bianchi-Piaggio       | s.t.     |
| 5    | Tommy Prim         | Bianchi-Piaggio       | s.t.     |
| 6    | Daniel Willems     | Capri Sonne           | s.t.     |
| 7    | Alfio Vandi        | Selle San Marco       | s.t.     |
| 8    | Alfredo Chinetti   | Inoxpran              | s.t.     |
| 9    | Franco Conti       | Selle San Marco       | s.t.     |
| 10   | Peter Winnen       | Capri Sonne           | s.t.     |